# Ilha Tarakan
Tarakan é uma ilha da Indonésia, com 303 km² e cerca de 30 000 h., em frente à costa nordeste de Bornéu Oriental e no delta do rio Sesajap. 
A ilha possui jazigos petrolíferos.